# Universal Music Group
Universal Music Group (транскр.  Јуниверсал мјузик груп) америчка је музичка корпорација, подружница француског конгломерата Vivendi. То је највећа издавачка кућа на свету. Њено седиште је у Санта Моници, Калифорнија (САД).

## Певачи
Неки од певача који тренутно раде или су некада радили за Universal Music Group:
- 50 Cent
- АББА
- Александер Рибак
- Аријана Гранде
- Битлси
- Бјерк
- The Black Eyed Peas
- Боб Марли
- Бон Џови
- Бриџит Мендлер
- Бекстрит бојс
- Ганс ен' роузиз
- Гвен Стефани
- Деми Ловато
- Дип перпл
- Дулсе Марија
- Еминем
- Емели де Форест
- Енрике Иглесијас
- Ерос Рамацоти
- Иги Азалија
- Imagine Dragons
- Ина
- Колдплеј
- Квин
- Лејди Гага
- Лана дел Реј
- Лил Ким
- LMFAO
- Лена Мајер-Ландрут
- Мадона
- Мерилин Менсон
- Maroon 5
- Металика
- M.I.A.
- Паулина Рубио
- Пикси Лот
- Полина Гагарина
- Пусикет долс
- Ријана
- Јелена Карлеуша
- Ринго Стар
- Роби Вилијамс
- Сај
- Сакис Рувас
- Селена Гомез
- Селин Дион
- Тејлор Свифт
- t.A.T.u.
- U2
- Џастин Бибер
- Шанаја Твејн
- Шерил Фернандез-Версини